# Kosiłow (chutor)
Kosiłow (ros. Косилов) – chutor w zachodniej Rosji, w sielsowiecie niżnierieutczanskim rejonu miedwieńskiego w obwodzie kurskim.

## Geografia
Miejscowość położona jest nad Miedwienką (zwaną także Miedwienskij Kołodieź) (lewy dopływ rzeki Połnaja w dorzeczu Sejmu), 11,5 km od centrum administracyjnego sielsowietu (Niżnij Rieutiec), 3 km na wschód od centrum administracyjnego rejonu (Miedwienka), 33 km na południe od Kurska, 3 km od drogi magistralnej (federalnego znaczenia) M2 «Krym».
W chutorze znajduje się 12 posesji.
Klimat
Miejscowość, jak i cały rejon, znajduje się w strefie klimatu kontynentalnego z łagodnym ciepłym latem i równomiernie rozłożonymi opadami rocznymi (Dfb w klasyfikacji klimatów Köppena).

## Demografia
W 2010 r. chutor zamieszkiwały 2 osoby.